# سابيا
سَابِيَا (الاسم العلمي: Sabia)، جنس من الحلزونات البحرية الصغيرة، المنتمية إلى الرخويات بطنقدميات وفصيلة محاريات الحافر.